# Saracens
Ne doit pas être confondu avec Saracens (féminines).
Maillots
Actualités
Le Saracens Football Club est un club de rugby à XV anglais qui évolue dans le Gallagher Premiership, premier niveau professionnel des championnats de rugby en Angleterre. Le club est basé dans la ville de Watford, dans la banlieue nord-ouest de Londres, et ses matchs à domicile se jouent dans le stade StoneX Stadium.
Le club s'impose comme un des meilleurs clubs d'Europe dans les années 2010 en remportant trois fois la Coupe d'Europe (2016, 2017 et 2019) et à six reprises le Championnat d'Angleterre (2011, 2015, 2016, 2018, 2019 et 2023).

## Histoire du club

### Les origines et les années noires
Le club des « Saracens » (en français : « Sarrasins ») est fondé en 1876 par des membres de l’École philologique de Marylebone. L’origine de ce nom est due au désir de se distinguer du club de rugby voisin, les Crusaders (les « croisés »), avec lequel il finit par fusionner en 1878. Le nom fait référence aux guerriers nomades du désert menés par Saladin à la fin du XIIe siècle : ceux-ci étaient réputés pour leur endurance, leur combativité et leur courage, qualités qui inspiraient les fondateurs du club.
En 1892, les Saracens se déplacent de « Crown Lane » à « Firs Farm », mais ils vont jouer sur neuf terrains différents jusqu’en 1939, année de leur installation à « Bramley Road ».
Le club va connaître de bons résultats durant les années 1970 avec notamment une demi-finale en Coupe d’Angleterre. Le début des années 1980 est moins glorieux : le club va néanmoins prendre part au nouveau Championnat d’Angleterre nouvellement créé. Sous la conduite de son entraineur Tony Russ et de son capitaine Floyd Steadman, le club termine premier de la seconde division en 1989, et rejoint ainsi l’élite du rugby anglais. Cette saison marque également la création de la section féminine du club. Sur cette lancée, les Saracens finissent leur première saison en Premiership à la quatrième place.
À la suite d'une saison 1992-1993 difficile et d'une restructuration de la première division anglaise qui passe de treize à dix clubs, les Saracens sont rétrogradés en seconde division. Après deux années de « purgatoire », le club remporte le championnat de seconde division en 1995 et remonte dans l’élite. Cette remontée aurait pu être de courte durée si un changement de règlement, en 1996, ne lui avait  été favorable : cette fois, le club évite de peu la relégation.

### Les premiers succès
En novembre 1995, Nigel Wray, un millionnaire britannique, devient le nouveau propriétaire du club. Cette arrivée s’accompagne de moyens financiers supérieurs qui permettent de recruter des joueurs de talent comme Michael Lynagh, Philippe Sella, François Pienaar et Kyran Bracken. Malgré cela, l’équipe ne finit qu’à la neuvième place et échoue à la qualification en Coupe d’Europe. Le club change encore de stade pour celui de l'« Enfield FC »
La saison 1997-1998 est un tournant pour le club. Tout d’abord, au niveau des structures, les Saracens déménagent à « Vicarage Road », le stade de 22 000 places du Watford FC, qu’ils partageront. Le club recrute également Peter Deakin comme directeur marketing ; il fera le bonheur de Sale quelques années plus tard.
Ensuite, sur le plan sportif, la saison est une réussite. De nombreux joueurs viennent étoffer un peu plus l’effectif : Danny Grewcock, Roberto Grau, Gavin Johnson et Ryan Constable. L’effet est immédiat puisque le club termine la saison avec seulement trois défaites et finit à la deuxième place du championnat à un point du champion, les Newcastle Falcons. Le club clôt cette belle saison en battant sévèrement les Wasps en finale de la Coupe d’Angleterre sur le score de 48 à 18. C’est après cette belle année que Michael Lynagh et Philippe Sella prennent leur retraite.

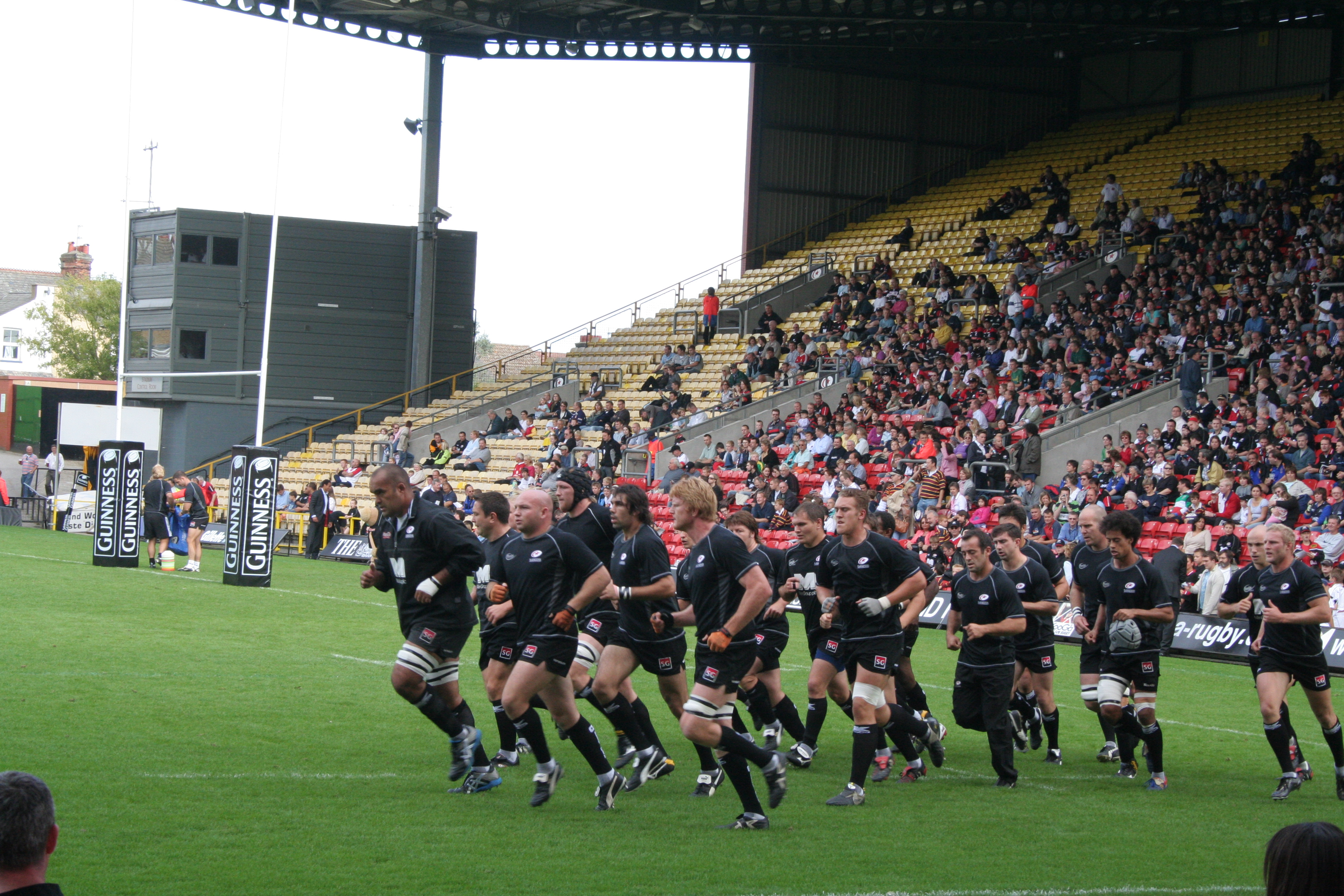
Échauffement à Vicarage Road.

Lors des saisons suivantes, le club ne cesse de se renforcer pour décrocher le titre qui lui a échappé de si peu en 1998. C’est Alain Penaud, pour commencer, qui arrive pour la saison 1998-1999, puis Mark Mapletoft, Thierry Lacroix, Scott Murray et Dan Luger lors d’une saison 1999-2000 où le club dispose du plus gros budget de la Premiership. C’est enfin Thomas Castaignède et Tim Horan qui arrivent à Vicarage Road pour la saison 2000-2001. En dépit de toutes ces stars, le club termine successivement troisième, quatrième et cinquième du championnat pour ces trois saisons.
C’est donc Francois Pienaar qui prend les rênes de l’équipe pour la saison 2001-2002. Danny Grewcock, Dan Luger et Paul Wallace sont remerciés. L’équipe se fonde sur les jeunes pour cette nouvelle saison. Cette hémorragie d’«internationaux » quittant le club lui fait clore la saison par une piètre dixième place. L’année suivante, c’est la légende néo-zélandaise Wayne Shelford qui devient entraîneur, le groupe est renforcé par de nouveaux joueurs expérimentés comme Andy Goode, Christian Califano, Craig Quinnell, Morgan Williams et Nicky Little. Après une décevante huitième place, c’est Rod Kafer qui prend en charge l’équipe. Il est accompagné par de nouveaux joueurs comme Alex Codling, Simon Raiwalui, Andy Kershaw, Raphaël Ibañez et Taine Randell. Mais cette saison 2003-2004 est pire que la précédente puisque les Saracens finissent dixième.
C’est avec un nouveau chamboulement que commence la saison 2004-2005, puisque Steve Diamond et Mike Ford dirigent l’équipe, Glen Jackson et Hugh Vyvyan sont aussi recrutés. Le club termine à la cinquième place du championnat, leur meilleur classement depuis 2001, et se qualifie pour la Coupe d’Europe.

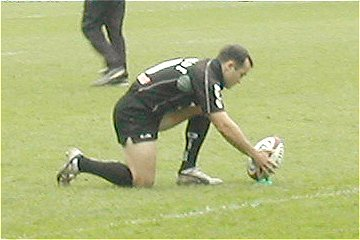
Thomas Castaignède, une des recrues phare des Saracens.

### Après 2015: dépassements du plafond salarial, relégation et remontée dans l'élite anglaise.
Mis sous enquête à partir de la fin d'année 2018, le Saracens FC est reconnu coupable en novembre 2019 de dépassements du plafond salarial réglementaire de sept millions de livres sterling mis en place dans le championnat anglais lors des saisons 2016-2017, 2017-2018 et 2018-2019. Cela amène dans un premier temps le club à être condamné à une pénalité de 35 points pour la saison 2019-2020 ainsi qu'à une amende de plus de cinq millions de livres.
Alors que le club ne parvient pas à assurer son respect des limites du plafond salarial pour la quatrième fois de suite lors de la saison 2019-2020, d'autant qu'un manque de transparence de la part de ses dirigeants est déploré par les instances organisatrices du championnat anglais,, la Premiership Rugby annonce finalement la relégation administrative des Saracens en deuxième division le 18 janvier 2020. Cette sanction est accompagnée quelques jours plus tard d'un nouveau retrait de 70 points, portant la pénalité totale du club à 105 points et garantissant que celui-ci termine en dernière position à la fin de la saison.
En parallèle, un rapport publié par la Premiership Rugby le 23 janvier 2020 indique que le dépassement du plafond salarial par les Saracens se serait élevé à environ un million de livres pour les saisons 2016-2017 et 2018-2019, et cent mille livres pour l'exercice 2017-2018.
Après une saison 2020-2021 passée en  RFU Championship au cours de laquelle une majorité de joueurs cadres sont restés au sein du club, les Saracens sont sacrés champions.
Le club retrouve donc le premier niveau professionnel du rugby anglais lors de l'exercice 2021-2022.

## Identité visuelle

### Logo

Évolution du logo
Logo abandonné en 2021.
Logo depuis 2021.

‌

## Palmarès

### Détail du palmarès
| Compétitions nationales | Compétitions européennes |
| --- | --- |
| Championnats - Championnat d'Angleterre (6) : - Champion : 2011, 2015, 2016, 2018, 2019 et 2023 - Vice-champion : 1998, 2010, 2014 et 2022 - Championnat d'Angleterre de D2 (3) : - Champion : 1989, 1995 et 2021. Coupes - Coupe d'Angleterre (2) : - Vainqueur : 1998, 2015 - Finaliste : 2019 | - Coupe d'Europe (3) : - Vainqueur : 2016, 2017 et 2019 - Finaliste : 2014 - Challenge européen : - Meilleure performance : demi-finaliste en 2003, 2007 et 2009 |

### Finales disputées
On accède à l'article qui traite d'une édition particulière en cliquant sur le score de la rencontre.
| Date          | Vainqueur          | Score   | Finaliste        | Lieu                | Spectateurs |
| 29 mai 2010   | Leicester Tigers   | 33 - 27 | Saracens         | Twickenham, Londres | 81 600      |
| 28 mai 2011   | Saracens           | 22 - 18 | Leicester Tigers | Twickenham, Londres | 80 016      |
| 31 mai 2014   | Northampton Saints | 24 - 20 | Saracens         | Twickenham, Londres | 81 000      |
| 30 mai 2015   | Saracens           | 28 - 16 | Bath             | Twickenham, Londres | 80 589      |
| 28 mai 2016   | Saracens           | 28-20   | Exeter Chiefs    | Twickenham, Londres | 76 109      |
| 26 mai 2018   | Saracens           | 27-10   | Exeter Chiefs    | Twickenham, Londres | 75 128      |
| 1er juin 2019 | Saracens           | 37-34   | Exeter Chiefs    | Twickenham, Londres | 75 329      |
| 22 juin 2022  | Leicester Tigers   | 15-12   | Saracens         | Twickenham, Londres | 72 748      |
| 27 mai 2023   | Saracens           | 35-25   | Sale Sharks      | Twickenham, Londres | 61 875      |

| Date         | Vainqueur          | Score   | Finaliste     | Lieu                            | Spectateurs |
| 9 mai 1998   | Saracens           | 48 - 18 | Wasps RFC     | Twickenham, Londres             | 64 000      |
| 22 mars 2015 | Saracens           | 23 - 20 | Exeter Chiefs | Franklin's Gardens, Northampton | 8 365       |
| 17 mars 2019 | Northampton Saints | 23 - 9  | Saracens      | Franklin's Gardens, Northampton | 15 520      |

| Date        | Vainqueur | Score   | Finaliste             | Lieu                           | Spectateurs |
| 24 mai 2014 | RC Toulon | 23 - 6  | Saracens              | Millennium Stadium, Cardiff    | 67 578      |
| 14 mai 2016 | Saracens  | 21 - 9  | Racing 92             | Parc Olympique lyonnais, Lyon  | 58 017      |
| 13 mai 2017 | Saracens  | 28 - 17 | ASM Clermont Auvergne | Murrayfield Stadium, Édimbourg | 61 000      |
| 11 mai 2019 | Saracens  | 20-10   | Leinster              | St James' Park, Newcastle      | 52 405      |

## Personnalités du club

### Effectif 2024-2025

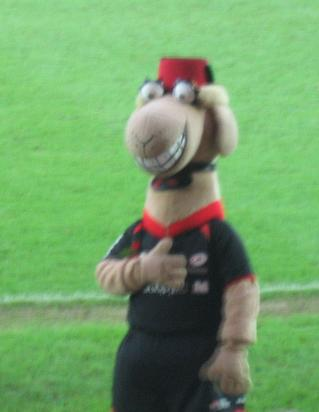
Sarrie le chameau, mascotte officielle des Saracens.

Ce tableau donne l'effectif des Saracens pour la saison 2024-2025 :
| Nom                      | Naissance          | Nationalité sportive | Sélections (points) | Club précédent        | Arrivée au club |
| Talonneurs               | Talonneurs         | Talonneurs           | Talonneurs          | Talonneurs            | Talonneurs      |
| ------------------------ | ------------------ | -------------------- | ------------------- | --------------------- | --------------- |
| Theo Dan                 | 26 décembre 2000   | Angleterre           | 19 (15)             | Formé au club         | 2021            |
| Jamie George             | 20 octobre 1990    | Angleterre           | 101 (75)            | Formé au club         | 2009            |
| James Hadfield           | 27 novembre 1997   | Angleterre           | –                   | Jersey Reds           | 2023            |
| Kapeli Pifeleti          | 1er septembre 1999 | États-Unis           | 11 (20)             | Formé au club         | 2019            |
| Piliers                  |                    |                      |                     |                       |                 |
| Fraser Balmain           | 16 novembre 1991   | Angleterre           | –                   | Gloucester            | 2024            |
| Phil Brantingham         | 2 octobre 2001     | Angleterre           | –                   | Newcastle Falcons     | 2024            |
| Rhys Carré               | 8 février 1998     | Pays de Galles       | 20 (5)              | Cardiff Rugby         | 2024            |
| Alec Clarey              | 8 février 1994     | Angleterre           | –                   | Jersey Reds           | 2020            |
| Sam Crean                | 12 juin 2000       | Angleterre           | –                   | Formé au club         | 2018            |
| Ollie Hoskins            | 8 janvier 1993     | Australie            | 1 (0)               | London Irish          | 2023            |
| Eroni Mawi               | 2 juin 1996        | Fidji                | 35 (10)             | Fijian Latui (en)     | 2020            |
| Marco Riccioni           | 19 octobre 1997    | Italie               | 34 (5)              | Benetton Trévise      | 2021            |
| Deuxièmes lignes         |                    |                      |                     |                       |                 |
| Nick Isiekwe             | 20 avril 1998      | Angleterre           | 15 (0)              | Formé au club         | 2016            |
| Maro Itoje               | 28 octobre 1994    | Angleterre           | 93 (40)             | Formé au club         | 2013            |
| Theo McFarland           | 16 octobre 1995    | Samoa                | 16 (10)             | Moamoa Roosters       | 2021            |
| Hugh Tizard              | 31 mars 2000       | Angleterre           | –                   | Harlequins            | 2022            |
| Troisièmes lignes aile   |                    |                      |                     |                       |                 |
| Andy Christie            | 22 mars 1999       | Écosse               | 9 (0)               | Formé au club         | 2018            |
| Ben Earl                 | 7 janvier 1998     | Angleterre           | 42 (30)             | Formé au club         | 2016            |
| Juan Martín González     | 14 novembre 2000   | Argentine            | 43 (55)             | London Irish          | 2023            |
| Toby Knight              | 5 janvier 2002     | Angleterre           | –                   | Formé au club         | 2020            |
| Izaiha Moore-Aiono       | 3 mars 2000        | Samoa                | 2 (10)              | Ampthill RUFC         | 2024            |
| Harry Wilson             | 8 février 1997     | Angleterre           | –                   | Doncaster Knights     | 2024            |
| Troisièmes lignes centre |                    |                      |                     |                       |                 |
| → Carwyn Tuipulotu       | 18 septembre 2001  | Pays de Galles       | -                   | Scarlets (en prêt)    | 2025            |
| Tom Willis               | 18 janvier 1999    | Angleterre           | 8 (5)               | Union Bordeaux Bègles | 2023            |
| Demis de mêlée           |                    |                      |                     |                       |                 |
| Callum Braley            | 20 mars 1994       | Italie               | 15 (5)              | Benetton Trévise      | 2024            |
| Gareth Simpson           | 2 novembre 1997    | Angleterre           | –                   | Worcester Warriors    | 2022            |
| Ivan van Zyl             | 30 juin 1995       | Afrique du Sud       | 6 (0)               | Bulls                 | 2021            |
| Demis d'ouverture        |                    |                      |                     |                       |                 |
| Fergus Burke             | 3 septembre 1999   | Écosse               | 2 (6)               | Crusaders             | 2024            |
| Louie Johnson            | 13 juin 2003       | Angleterre           | –                   | Newcastle Falcons     | 2024            |
| Tim Swiel                | 4 juin 1993        | Afrique du Sud       | –                   | Édimbourg             | 2024            |
| Centres                  |                    |                      |                     |                       |                 |
| Max Clark                | 3 octobre 1995     | Angleterre           | –                   | Cardiff Rugby         | 2024            |
| Josh Hallett             | 6 septembre 2000   | Angleterre           | –                   | Formé au club         | 2019            |
| Olly Hartley             | 19 février 2002    | Angleterre           | –                   | Wasps                 | 2022            |
| Alex Lozowski            | 30 juin 1993       | Angleterre           | 5 (5)               | Montpellier HR        | 2021            |
| Sam Spink                | 6 octobre 1999     | Angleterre           | –                   | Western Force         | 2024            |
| Nick Tompkins            | 16 février 1995    | Pays de Galles       | 41 (20)             | Dragons               | 2021            |
| Ailiers                  |                    |                      |                     |                       |                 |
| Lucio Cinti              | 23 février 2000    | Argentine            | 34 (15)             | London Irish          | 2023            |
| Tobias Elliott           | 16 septembre 2003  | Angleterre           | –                   | Formé au club         | 2022            |
| Tom Parton               | 2 février 1998     | Angleterre           | –                   | London Irish          | 2023            |
| Rotimi Segun             | 28 décembre 1996   | Angleterre           | –                   | Formé au club         | 2016            |
| Arrières                 |                    |                      |                     |                       |                 |
| Alex Goode               | 7 mai 1988         | Angleterre           | 21 (8)              | Formé au club         | 2008            |
| Elliot Daly              | 8 octobre 1992     | Angleterre           | 73 (126)            | Wasps                 | 2019            |

### Entraîneurs
| Saisons                  | Entraîneurs                         | Adjoints                                                                                         | Titres |
| ------------------------ | ----------------------------------- | ------------------------------------------------------------------------------------------------ | --- |
| 1999 - 2000              | Alan Zondagh                        |                                                                                                  | |
| 2000 - 2001              | Alan Zondagh                        | Francois Pienaar                                                                                 | |
| 2001 - 2002              | Francois Pienaar                    |                                                                                                  | |
| 2002 - 2003              | Wayne Shelford                      |                                                                                                  | |
| 2003 - 2004              | Rod Kafer                           |                                                                                                  | |
| 2004 - décembre 2004     | Rod Kafer                           | Steve Diamond (avants) Mike Ford (défense)                                                       | |
| décembre 2004 - 2005     | Steve Diamond                       | Mike Ford (défense)                                                                              | |
| 2005 - février 2006      | Steve Diamond (directeur du rugby)  | Mike Ford (arrières et défense)                                                                  | |
| Février 2006 - juin 2006 | Mike Ford                           | Eddie Jones (consultant)                                                                         | |
| 2006 - 2007              | Alan Gaffney                        |                                                                                                  | |
| 2007 - 2008              | Alan Gaffney                        | Eddie Jones (consultant)                                                                         | |
| 2008 - 2009              | Eddie Jones                         | Alex Sanderson (avants)                                                                          | |
| 2009 - mars 2010         | Brendan Venter (directeur du rugby) | Mark McCall Alex Sanderson (avants) Andy Farrell (arrières) Paul Gustard (défense)               | |
| Mars 2010 - 2012         | Mark McCall (directeur du rugby)    | Alex Sanderson (avants) Andy Farrell (arrières) Paul Gustard (défense)                           | Vice-champions d'Angleterre 2010 Champions d'Angleterre 2011                                                                             |
| 2012 - 2016              | Mark McCall (directeur du rugby)    | Alex Sanderson (avants) Kevin Sorrell (arrières) Paul Gustard (défense)                          | Vice-champions d'Angleterre 2014 Champions d'Angleterre 2015 Vainqueurs de la LV=Cup 2015 Champions Cup 2016 Champions d'Angleterre 2016 |
| 2016 - janvier 2021      | Mark McCall (directeur du rugby)    | Alex Sanderson (avants et défense) Kevin Sorrell (arrières)                                      | Champions Cup 2017 Champions d'Angleterre 2018 Champions Cup 2019 Champions d'Angleterre 2019                                            |
| janvier 2021-            | Mark McCall (directeur du rugby)    | Joe Shaw (entraîneur principal) Kevin Sorrell (arrières) Ian Peel (avants) Adam Powell (défense) | The RFU Championship 2021 |